# Edson Aubert
Edson Diego Aubert Cervantes (Arequipa, Perú, 24 de noviembre de 1988) es un futbolista peruano. Juega como Centrocampista y su equipo actual es el Deportivo Binacional de la Liga 1 del Perú.

## Trayectoria
Edson Aubert, de padre de origen chileno y madre peruana, se inició en el desaparecido club Atlético Universidad de su natal Arequipa. Debutó en la Primera División del Perú en la temporada 2005. Dado que su equipo perdió la categoría ese mismo año, pasó a formar parte del club IDUNSA entre los años 2006 y 2007. Con su nuevo equipo llegó a disputar la Copa Perú.
En el 2008 fue fichado por los Diablos Rojos de Juliaca y al año siguiente pasó a las filas del F. B. C. Melgar. Luego de permanecer tres años en el equipo arequipeño, fue contratado por Alianza Lima para la temporada 2012. No obstante, por la reducción de las planillas que la administración temporal del club Alianza Lima ejecutó, Aubert dejó el club limeño para regresar a su tierra natal a jugar nuevamente por Melgar.
Aubert fue pieza clave para Melgar al salvarlo de la baja del descenso marcando el gol decisivo a los 85 minutos de partido contra Alianza Lima el 2011, haciendo un año redondo en lo deportivo. Eso le valió para ser fijado por equipos como Sporting Cristal y Juan Aurich. Finalmente en diciembre del 2011 fue confirmado como refuerzo de Alianza Lima donde jugaría la Copa Libertadores 2012.
A finales de junio se le despidió del club aliancista luego de que no aceptara la reducción de su sueldo. Luego vuelve a Melgar para ser parte del equipo Histórico que le dio la clasificación a Melgar a la Copa Sudamericana. En 2013 tuvo un mal año, no gozo del apoyo del técnico Franco Navarro, al final no le renovaron el contrato. En 2014 luego de no renovar con el Melgar fichó por Los Caimanes, equipo recién ascendido de Segunda División, tuvieron una buena campaña en el Torneo del Inca.
Sin embargo debido a las buenas actuaciones de Aubert harían que este deje Los Caimanes para ir al Real Garcilaso del Cusco. A los 28 años llega al Cienciano del Cusco con el objetivo de ascender a la Primera División Peruana.

## Clubes
| Club                 | País | Año         |
| -------------------- | ---- | ----------- |
| IDUNSA               | Perú | 2003-2004   |
| Atlético Universidad | Perú | 2005 - 2006 |
| IDUNSA               | Perú | 2006        |
| Total Clean          | Perú | 2006 - 2007 |
| IDUNSA               | Perú | 2007 - 2008 |
| Diablos Rojos        | Perú | 2008 - 2009 |
| FBC Melgar           | Perú | 2009 - 2011 |
| Alianza Lima         | Perú | 2012        |
| FBC Melgar           | Perú | 2012 - 2013 |
| Los Caimanes         | Perú | 2014        |
| Real Garcilaso       | Perú | 2014 - 2015 |
| Sport Huancayo       | Perú | 2016 - 2017 |
| Cienciano            | Perú | 2017        |
| Comerciantes Unidos  | Perú | 2017 - 2018 |
| Deportivo Binacional | Perú | 2018 - 2019 |
| FBC Melgar           | Perú | 2020        |
| Cusco FC             | Perú | 2021        |
| Deportivo Binacional | Perú | 2022 - 2023 |
| ADT                  | Perú | 2024        |
| Deportivo Binacional | Perú | 2025 -      |

## Palmarés

### Campeonatos nacionales
| Título                    | Club                 | País | Año  |
| ------------------------- | -------------------- | ---- | ---- |
| Copa Perú                 | Total Clean          | Perú | 2006 |
| Primera División del Perú | Deportivo Binacional | Perú | 2019 |

### Torneos cortos
| Título          | Club                 | País | Año  |
| --------------- | -------------------- | ---- | ---- |
| Torneo Apertura | Deportivo Binacional | Perú | 2019 |